# Калијан (Жерс)
Калијан (фр. Callian) насеље је и општина у јужној Француској у региону Миди Пирене, у департману Жерс која припада префектури Ош.
По подацима из 2011. године у општини је живело 47 становника, а густина насељености је износила 5,94 становника/km². Општина се простире на површини од 7,91 km². Налази се на средњој надморској висини од 235 метара (максималној 227 m, а минималној 137 m).

## Демографија
| 1962. | 1968. | 1975. | 1982. | 1990. | 1999. | 2011. |
| ----- | ----- | ----- | ----- | ----- | ----- | ----- |
| 65    | 78    | 67    | 60    | 59    | 50    | 47    |

График промене броја становника у току последњих година